# Helmuth Markov

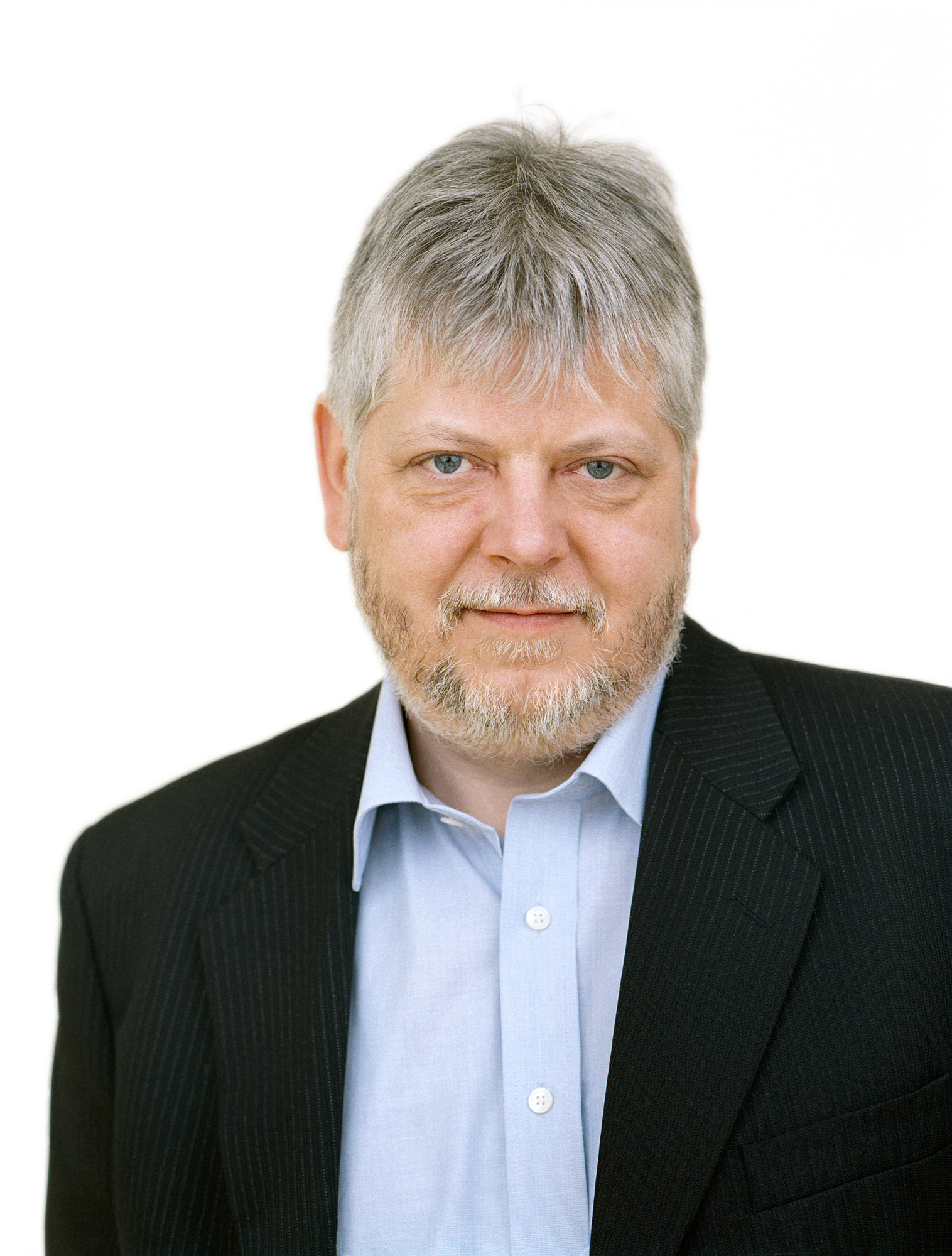
Helmuth Markov

Helmuth Markov este un om politic german, membru al Parlamentului European în perioada 1999-2004 din partea Germaniei.
1. ↑  Helmuth Markov, Munzinger Personen, accesat în 9 octombrie 2017
2. ↑  Deputații în Parlamentul European
3. ↑   https://www.parlamentsdokumentation.brandenburg.de/person?search=11848, accesat în 28 aprilie 2024 Lipsește sau este vid: |title= (ajutor)